# Le Déserteur

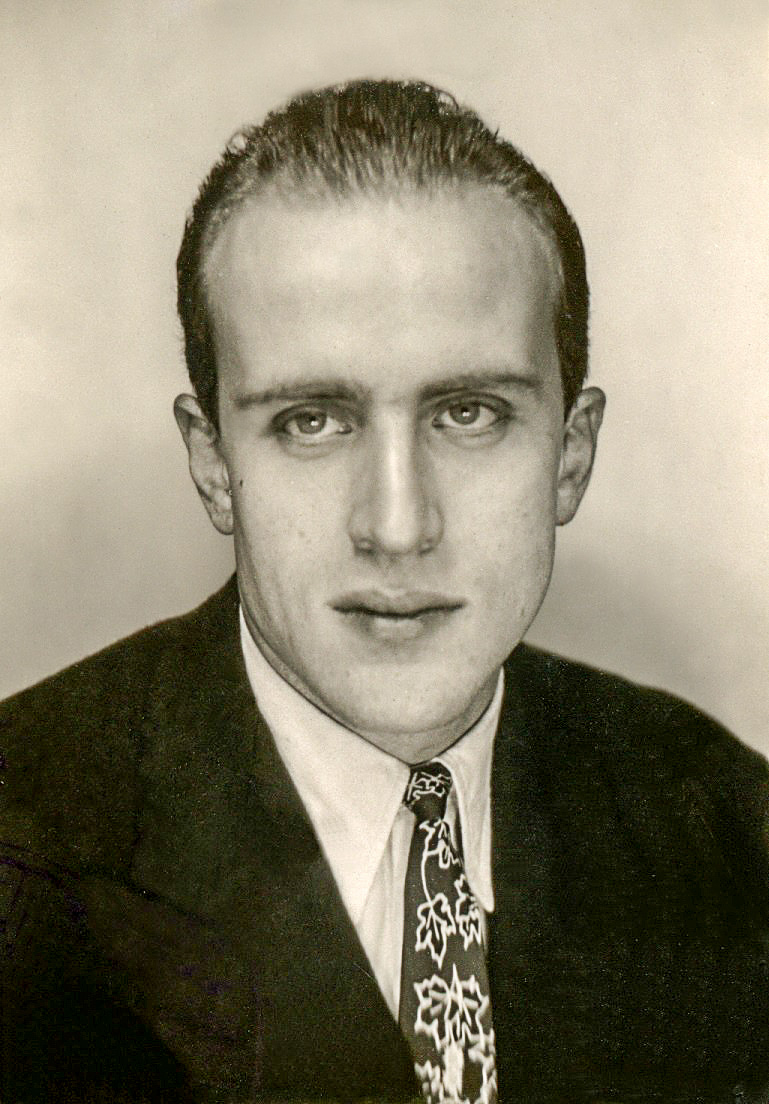
Boris Vian.

«Le Déserteur» («El Desertor»), es una canción francesa antimilitarista compuesta en 1954, con letra de Boris Vian y música de Harold Berg. Fue muy conocida internacionalmente y traducida a muchos idiomas.  

## Contenido
Se trata de una carta dirigida al "Señor presidente" de un hombre que recibió una orden de movilización a causa de un conflicto armado. La canción, en primera persona, dice que no va a ir a la guerra, que va a desertar y que mendigando por las carreteras de Francia, dirá a la gente que se niegue a obedecer. Termina dirigiéndose al "señor presidente" para decirle que, si es perseguido, advierta a los gendarmes de que él no lleva armas, y de que podrán disparar. La versión original decía que llevaba armas y que sabía disparar. 

## Algunos interpretes:
Esta canción ha sido interpretada por otros artistas, como:
- Hugues Aufray
- Joan Baez
- Jaime Guevara
- Marcel Mouloudji
- Peter, Paul and Mary
- Serge Reggiani
- Boris Vian
- Andy Chango
- Glutamato Ye-Ye
- Ferhat Mhenni